# Balašejka
Balašejka (in russo Балашейка?) è un insediamento di tipo urbano del distretto Syzranskij, nell'oblast' di Samara, in Russia.
Si trova a ovest di Samara, a 31 km dal centro distrettuale di Syzran'.